# Élections municipales de 1997 à Québec
Les élections municipales de 1997 à Québec se sont déroulées le 2 novembre 1997.

## Contexte
Ce sont les dernières élections à Québec avant les fusions municipales en 2001.

## Résultats
| Candidat           | Parti politique              | Voix   | Suffrage   | Sièges au conseil municipal | Notes     |
| ------------------ | ---------------------------- | ------ | ---------- | --------------------------- | --------- |
| Jean-Paul L'Allier | Rassemblement populaire      | 22 075 | 40 / 100   | 8 / 20                      | Élu maire |
| Jean-Guy Lemieux   | Parti des citoyens de Québec | 17 322 | 31.4 / 100 | 2 / 20                      |           |
| Georges Lalande    | Progrès civique (Québec)     | 14 886 | 29.6 / 100 | 9 / 20                      |           |
| -                  | Indépendant                  | -      | -          | 1 / 20                      |           |